# Route Napoléon
Route Napoléon är en fransk vägsträcka mellan Golfe-Juan på den Franska rivieran och alpstaden Grenoble. Vägen är 324 kilometer lång och går genom ofta oländig terräng. Vägen passerar bland annat Grasse, Digne-les-Bains, Sisteron, och Gap och är här del av den franska riksvägen Route Nationale 85. 
Vägsträckans populära namn kommer från Napoleon I:s fälttåg den vägen våren 1815, efter hans rymning från Elba.

## Historia

### Bakgrund
Vägen är uppkallad efter Napoleon Bonaparte. Han landsteg i Golfe-Juan den 1 mars 1815, från sin exil på ön Elba. Hans mål var att återta tronen, och han ville snabbt nå Lyon utan att behöva möta den nya regimens trupper i Rhônedalen. Han och de 1200 män som följde honom valde därför att marschera över bergen, på mulstigar, och det är denna väg som nu bär hans namn.
Den 7 mars nådde han Grenoble, och den 20 mars var han åter i Paris. Efter de så kallade "100 dagarna" förlorade han slaget vid Waterloo och tvingades därefter lämna tronen för gott.

### Senare historia
Route Napoléon fick officiellt sitt namn 1932. Leden följer till punkt och pricka den sträckning som Napoleon och hans mannar följde. Den leder genom två franska regioner (Provence-Alps-Côte d'Azur och Auvergne-Rhône-Alpes) och fyra departement (Alpes-Maritimes, Alpes-de-Haute-Provence, Hautes-Alpes och Isère).
Vägen är numera del av Route Nationale 85, som i sin fulla sträckning når mellan Le Pont-de-Claix och Barrême. RN85 är betydligt längre än den numera officiella Route Napoléon, men samtidigt mycket kortare än Napoleons fulla väg från Elba till Paris. Såsom en bergsväg har Route Napolón många kurvor.

## Sträckning
Route Napoléon sträcker sig genom bland annat följande kommuner:
- Cannes
- Grasse
- Saint-Vallier-de-Thiey
- Castellane
- Digne
- Sisteron
- Gap
- Corps
- La Mure
- Grenoble

## Bildgalleri

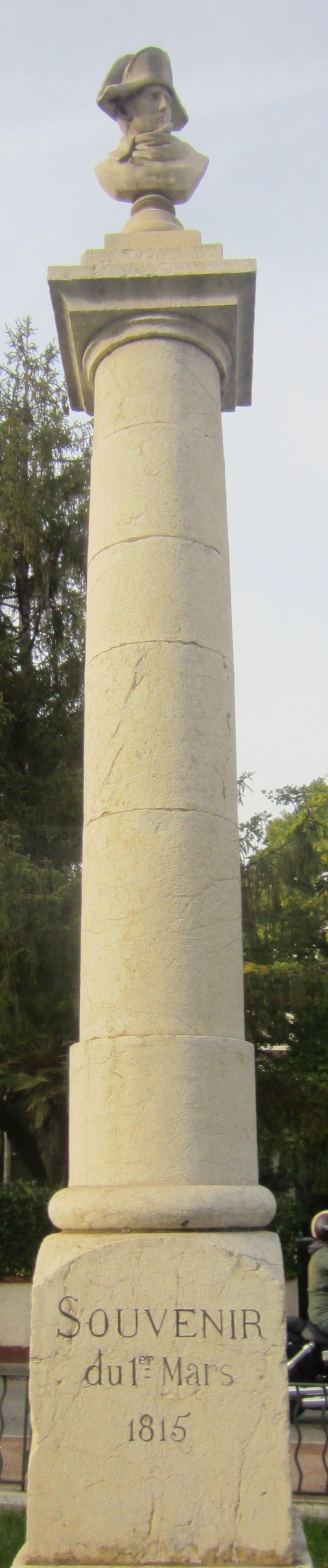
Staty över Napoleon Bonaparte i Golfe-Juan.
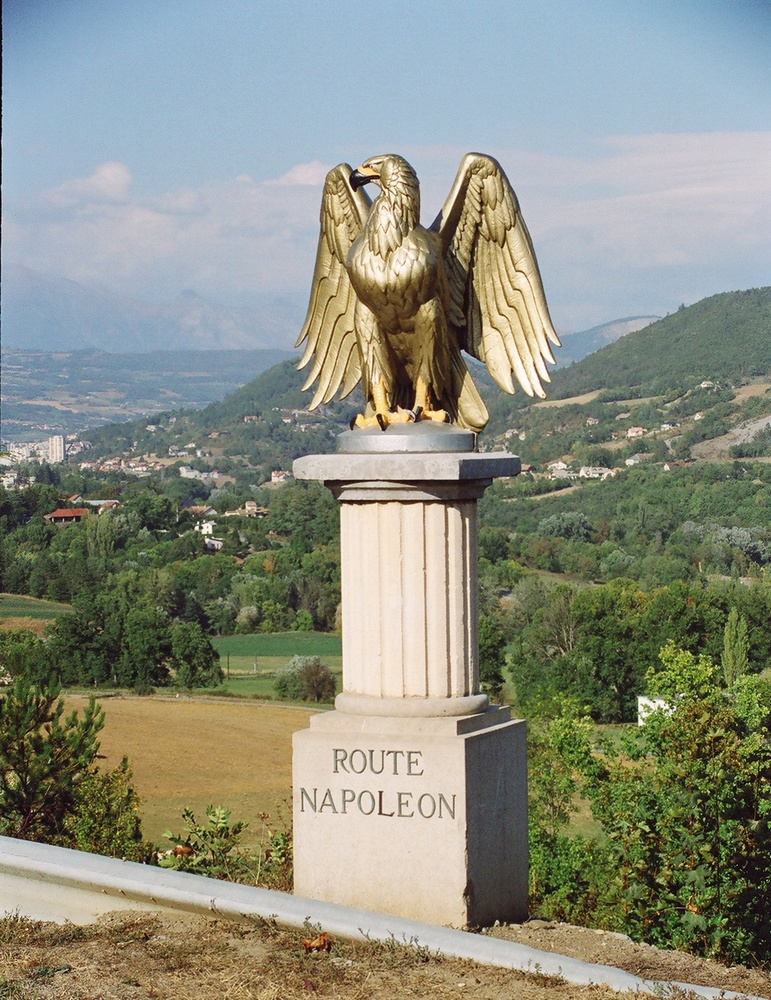
Minnesmärke vid Gap
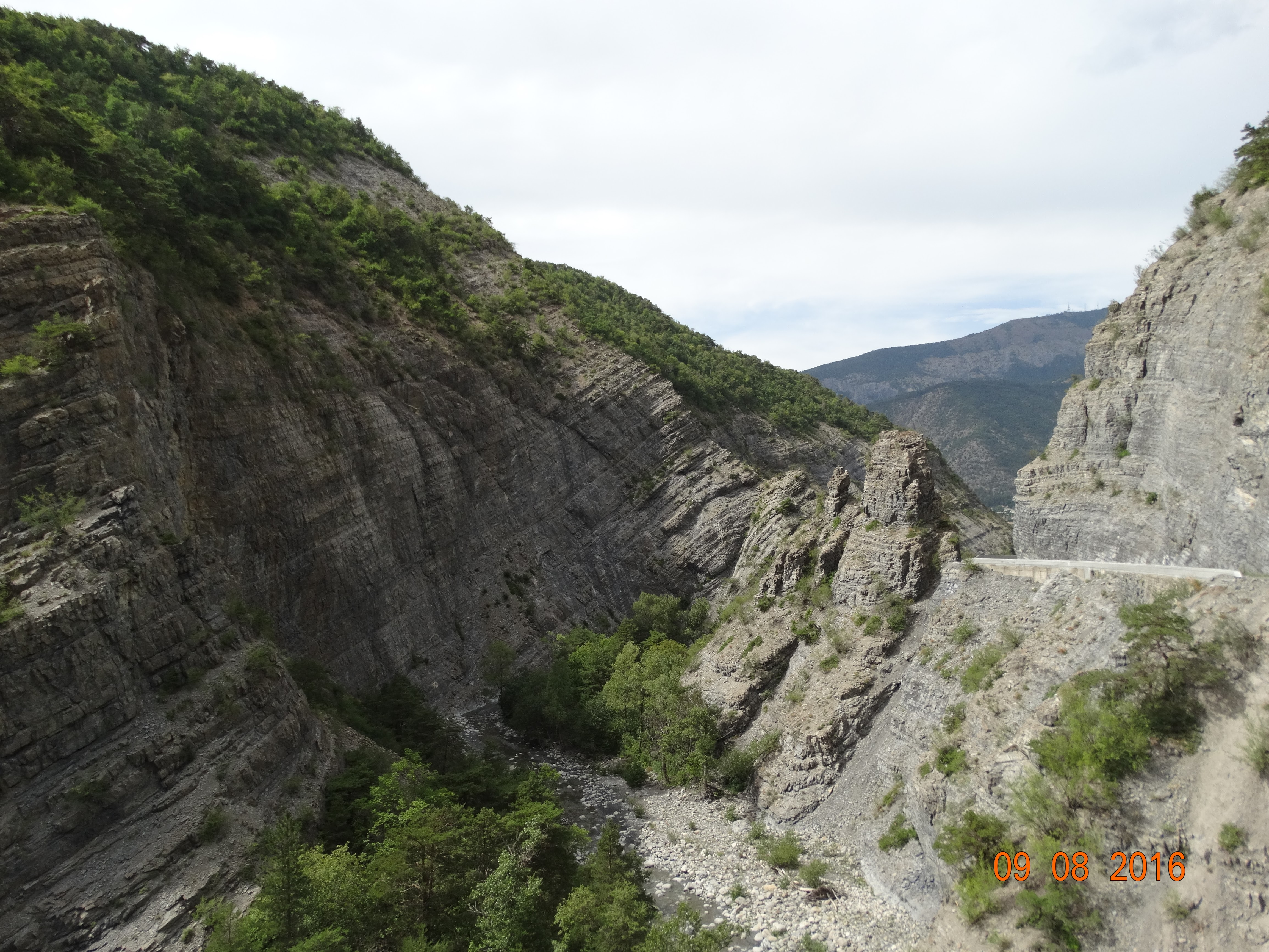
Att Sisteron
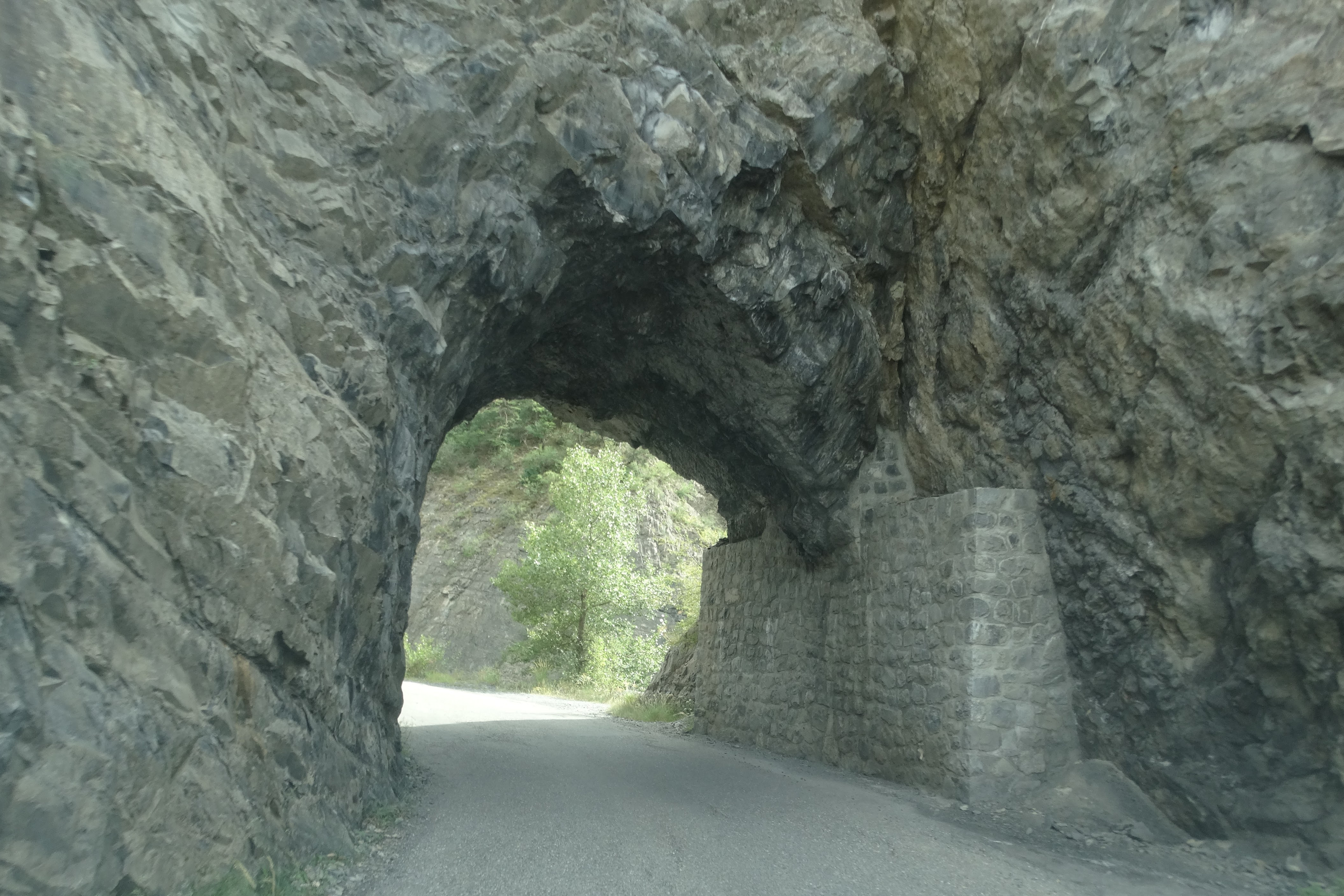
Gammal tunnel